# Gelanor muliebris
Espèce
Gelanor muliebris est une espèce d'araignées aranéomorphes de la famille des Mimetidae.

## Distribution
Cette espèce est endémique du Pakistan.

## Systématique et taxinomie
L'appartenance de cette espèce au genre Gelanor a été remise en cause par Benavides et Hormiga en 2016.

## Publication originale
- Dyal, 1935 : Fauna of Lahore. 4. Spiders of Lahore. Bulletin of the Department of Zoology of the Panjab University, vol. 1, p. 119-252.